# Jon Spencer
Jon Spencer, född 4 februari 1965 i Hanover, New Hampshire, är en amerikansk sångare, gitarrist och låtskrivare. Band han har medverkat i är t.ex. Boss Hog, Pussy Galore, Jon Spencer Blues Explosion och Heavy Trash - ibland tillsammans med sin fru Cristina Martinez. Musiken var alltid punkig, men ofta med klara influenser av blues och garage. Jon är känd för sina energiska liveframträdanden.

## Biografi
Jon Spencer  gick på universitet på Rhode Island där han var med i bandet Shithaus där även framtida sångaren i Cop Shoot Cop - Tod Ashley medverkade. Bandet som hade tydliga influenser från Einstürzende Neubauten blev dock kortlivat och Jon flyttade till Washington, D.C. där han startade bandet Pussy Galore som snabbt flyttade till New York.
Senare startade han bandet Boss Hog med bland annat sin fru Cristina Martinez och senare även Jon Spencer Blues Explosion. Senast medverkande han i Heavy Trash, ett band Jon Spencer bildade tillsammans med Matt Verta-Ray som tidigare spelade i Madder Rose och Speedball Baby.